# Eugene Sjvidler
Jevgenij Markovitj (Eugene) Sjvidler (ryska: Евгений Маркович Швидлер), född 23 mars 1964, är en rysk-amerikansk affärsman. Han har investerat i företag så som Evraz, Gazprom Neft (tidigare Sibneft) och Nornickel. Sjvidler har nära kopplingar till oligarken Roman Abramovitj. Svjidler delgrundade med Abramovitj oljehandelsföretaget Runicom samt tog över petroleumbolaget Sibneft på 1990-talet. Han har även lett Abramovitjs investmentbolag Millhouse Capital/MHC (Services) som har gjort investeringar i bland annat Aeroflot, GAZ, Ingosstrach och Rusal. Innan Sjvidler gav sig in i näringslivet arbetade han för revisionsjätten Deloitte & Touche i New York, New York i USA.
Den amerikanska ekonomitidskriften Forbes rankade Sjvidler som världens 1 538:e rikaste med en förmögenhet på 1,7 miljarder amerikanska dollar för den 28 september 2020.
Han avlade magisterexamen i matematik vid Rossijskij Gosudarstvennyj Universitet Nefti i Gaza Imeni I.M. Gubkina samt en master of business administration och en master of science i internationell beskattning vid Fordham University.
Sjvidler äger megayachten Le Grand Bleu, som han fick i juni 2006 efter att han vann ett vad mot Abramovitj. Han fick amerikanskt medborgarskap 1994.